# Берекет, Адем
Адем Берекет (тур. Adem Bereket; имя при рождении — Адам Асхабович Барахоев; род. 19 июля 1973, Куртат, Северо-Осетинская АССР) — российский, а впоследствии турецкий борец вольного стиля, призёр Олимпийских игр 2000 года, призёр чемпионата мира, Европы и Кубка мира. Чемпион России.

## Спортивная карьера
Сначала увлекался футболом, дзюдо и только потом начал ходить в секцию вольной борьбы. Борьбой занимается с 10 лет, его первым тренером стал двоюродный брат Алаудин Алиевич Барахоев, который работал учителем физкультуры в селе Куртат. Четыре года ежедневно ездил Адам из родного села в Орджоникидзе на тренировку, после чего он перебрался в столицу Северной Осетии, где занимался в спортивной школе «Спартак», где тренировался у Хасана Владимировича Апаева. Три раза он становится чемпионом Северной Осетии и дважды — призёром Юга России. Получив паспорт, в 1990 году он переезжает в Красноярск, по приглашению Дмитрия Миндиашвили. В 1993 году в Улан-Удэ он становится обладателем Кубка России. На взрослом уровне первая крупная победа на чемпионате России 1996 года в Туле, где он в финале одолел Насыра Гаджиханова из Дагестана. В том же году в ноябре месяце в составе сборной России становится вторым на Кубке мира в Тегеране, в декабре того же года также в Тегеране он стал серебряным призёром мира среди студентов, проиграв в финале турку Нури Зенгину.
В 1999 году Барахоев уже понимал, что в составе сборной России места на Олимпиаде у него нет. После того как в том же году он выиграл два международных турнира в Польше и Турции, на него обратили внимание в Австралии, Кипра, Казахстана и Турции. Посоветовавшись со своим старшим товарищем и спонсором Алиханом Харсиевим, Адам принял решение выступать за Турцию, где у него были условия к подготовке к Олимпиаде. Он получает гражданство Турции и новое имя — Адем Берекет, что в переводе на русский язык означает «счастье», «благоденствие», «благодатный».
На летних Олимпийских играх 2000 года в Сиднее Адем Берекет на групповом раунде одержал победу над грузином Гурамом Мчедлидзе и Арпадом Риттером, в 1/4 финала одолел узбекистанца Руслана Хинчагова, однако проиграл в полуфинале американском борцу Брэндону Слэю, а в поединке за бронзовую награду уступил представителю Южной Кореи Мун Ый Джэ и занял четвёртое место, однако по завершении соревнований немецкий борец Александра Лайпольда, который стал Олимпийским чемпионом, сдал положительный результат на запрещённые препараты и был дисквалифицирован и лишён золотой медали. Из-за этого было осуществлено перераспределение медалей между призёрами соревнований в этой весовой категории, вследствие чего Адем Берекет получил бронзовую награду.
На Олимпийские игры в Афины в 2004 году Адам не смог поехать из-за травмы плеча, полученной ещё в Сиднее. Ему пришлось лечь на операционный стол. Операция прошла удачно, и в сентябре 2004 года он становится чемпионом Турции. Врачи рекомендовали ему завершить карьеру спортсмена. В этом же году Олимпийский комитет Турции награждает его специальным знаком и дипломом как одного из лучших спортсменов страны.
Вскоре Адам переходит на тренерскую работу. Вместе со своим бывшим тренером Хасаном Апаевым он тренирует сборную команду Турции. В конце 2005 года Адама назначают главным тренером сборной Турции по вольной борьбе. В 2007 году команда Турции, с 1989 года не попадала в тройку сильнейших за рубежом, на чемпионате мира заняла второе место, уступив в неофициальном медальном зачете только России. В 2007 году Адам становится тренером сборной команды ФИЛА. Адам, которому пришлось прервать свою спортивную карьеру из-за травмы, мечтал подготовить олимпийского чемпиона. Рамазана Ирбайханова, чеченца с Хасавюрта, он заметил на соревнованиях и полгода следил за его спортивной карьерой, потом пригласил в Турцию, где началась их совместная работа. За 13 месяцев совместной работы Рамазан Ирбайханов (в Турции в него новую фамилию — Шахин, в переводе с турецкого — «сокол») стал чемпионом мира, Европы и Олимпийских игр в Пекине. В октябре 2008 года Адаму присваивают почетное звание «Заслуженный тренер Турции». С ним подписан контракт на второй олимпийский цикл — это первый случай в истории турецкого спорта. В ноябре этого же года Адам признан лучшим тренером мира, золотой орден, значок и кубок ему вручал президент Федерации борьбы мира Рафаэль Мартинетти. В 2011 году он покидает пост наставника сборной Турции.
Воспитанником Адема Берекета является также уроженец Назрановского района Ингушетии, Селим Яшар, который является серебряным и бронзовым призёром чемпионатов мира, серебряным призёром летних Олимпийских игр 2016 года в Рио-де-Жанейро, где в финале уступил россиянину Абдулрашиду Садулаеву.

## Личная жизнь
Родился в многодетной семье, был десятым ребёнком из одиннадцати в семье и пятым среди сыновей, у него было четыре брата и шесть сестёр. Когда Адаму было 3 года он потерял отца Асхаба. Мать — Эсет. Окончил факультет физической культуры Красноярского государственного университета. Перед Олимпийскими играми в Пекине Адам и его воспитанник Рамазан Ирбайханов дали обет в случае победы осуществить хадж в Мекке. В декабре 2008 года они были среди паломников в Мекке. После окончания спортивной карьеры женился, супругу зовут Роза Газдиева.

## Спортивные результаты

### За Россию
- Кубок мира по борьбе 1996 —
- Чемпионат России 1996 —

### За Турцию
- Чемпионат мира по борьбе 1999 — ;
- Чемпионат Европы по борьбе 2000 — ;
- Олимпиада 2000 — ;
- Чемпионат Европы по борьбе 2003 — 15;